# Werauhia guadelupensis
Espèce
Werauhia guadelupensis est une espèce de plantes à fleurs de la famille des Bromeliaceae. Originaire des Petites Antilles, c'est une épiphyte qui pousse principalement dans le biome tropical humide.

## Description
Werauhia guadelupensis est une plante épiphyte dont les feuilles sont bien vertes, atténuées à partir de la moitié et brusquement pointues à l'apex. Le scape est dressé et plus long que les feuilles. L'inflorescence est caractéristique, à épi simple, en épi distique, les bractées sont densément imbriquées.

## Répartition et habitat
Werauhia guadelupensis est endémique des Petites Antilles (Antigua, Montserrat, Guadeloupe, Dominique, Martinique). Elle est présente dans les forêts mésophiles et hygrophiles.

## Dénomination
Ce taxon porte en français les noms vernaculaires ou normalisés suivants : Ananas grand bois.

## Systématique
Le nom correct complet (avec auteur) de ce taxon est Werauhia guadelupensis (Baker) J.R.Grant (d).
L'espèce a été initialement classée dans le genre Tillandsia sous le basionyme Tillandsia guadelupensis Baker.
Werauhia guadelupensis a pour synonymes :
- Neovriesia guadalupensis Britton
- Neovriesia guadalupensis Britton ex Stehlé, 1936
- Neovriesia guadelupensis (Baker) Stehlé
- Tillandsia guadelupensis Baker
- Vriesea guadeloupensis Mez, 1896
- Vriesea guadelupensis (Baker) Mez

### Étymologie
Le nom de genre Werauhia est dédié au botaniste allemand Werner Rauh (1913-2000).
Son épithète spécifique composée de guadelup et du suffixe latin -ensis, « qui vit dans, qui habite », lui a été donnée en référence à la Guadeloupe.